# Barbu de Franklin
Psilopogon franklinii
Espèce
Synonymes
- Megalaima franklinii (protonyme)

Statut de conservation UICN

 LC  : Préoccupation mineure
Le Barbu de Franklin (Psilopogon franklinii) est une espèce d'oiseaux de la famille des Megalaimidae.
Son nom est attribué à James Franklin (1783-1834).
Son aire s'étend à travers le Yunnan, le nord de l'Indochine, la péninsule Malaise et le nord-est du sous-continent indien.

## Liste des sous-espèces
D'après la classification de référence (version 5.2, 2015) du Congrès ornithologique international, cette espèce est constituée des sous-espèces suivantes (ordre phylogénique) :
- P. f. franklinii (Blyth, 1842) — du Népal au nord du Viêt Nam ;
- P. f. ramsayi Walden, 1875 — sud-est de la Birmanie et nord-ouest de la Thaïlande ;
- P. f. trangensis (Riley, 1934) — Thaïlande (centre) ;
- P. f. minor (Kloss & Chasen, 1926) — monts Titiwangsa et Tahan (Malaisie péninsulaire).